# Bjergte
Bjergte (Gaultheria) er en slægt med ca. 35 arter udbredt i Nordamerika, Østasien, Australien og Oceanien. Tidligere har man anbragt arterne fra den sydlige halvkugle i slægten Pernettya, men der er hverken morfologiske eller genetiske grunde til at opretholde de to slægter, og alle arterne er nu forenet under Gaultheria.
Arterne varierer fra lavtvoksende, krybende buske, som ikke bliver mere end 10 cm høje, til små træer (Gaultheria fragrantissima) på 5-6 m højde. Bladene er usammensatte, stedsegrønne og spredtstillede. Bladranden er som regel fint takket eller forsynet med børster, men nogle arter har hel rand. Blomsterne sidder enligt eller samlet i små stande. De er krukkeformede med en femtakket rand. Farven varieret fra hvid over lyserød til rød. Frugten er et saftigt bær hos mange af arterne, men nogle har tørre kapsler med talrige frø.
| Beskrevne arter |

- Busket Bjergte (Gaultheria shallon) – Salal
- Myrtekrukke (Gaultheria pyroloides) – tidligere kendt som Pernettya mucronata
- Nedliggende Bjergte (Gaultheria procumbens)

| Andre arter |

| - Gaultheria acuminata - Gaultheria adenothrix - Gaultheria amoena - Gaultheria anastomosans - Gaultheria antipoda - Gaultheria borneensis - Gaultheria cuneata - Gaultheria depressa - Gaultheria erecta - Gaultheria fragrantissima - Gaultheria glomerata - Gaultheria griffithiana - Gaultheria hispida - Gaultheria hispidula - Gaultheria hookeri - Gaultheria humifusa - Gaultheria japonica | - Gaultheria leucocarpa - Gaultheria mundula - Gaultheria nummularioides - Gaultheria oppositifolia - Gaultheria ovatifolia - Gaultheria perplexa - Gaultheria phillyreifolia - Gaultheria punctata - Gaultheria pyrolifolia - Gaultheria pyroloides - Gaultheria reticulata - Gaultheria rupestris - Gaultheria semi-infera - Gaultheria sphagnicola - Gaultheria strigosa - Gaultheria tomentosa - Gaultheria trichophylla |